# Agia-Sofia-Stadion
Das Agia-Sofia-Stadion (griechisch Στάδιο «Αγιά Σοφιά»), durch Sponsoring auch OPAP Arena genannt, ist ein Fußballstadion in der griechischen Stadt Nea Filadelfia, einem Vorort der Hauptstadt Athen. Der Fußballverein AEK (Athlitiki Enosi Konstantinoupoleos, deutsch ‚Sportvereinigung Konstantinopel‘) ist der Eigentümer und nutzt es als Heimspielstätte. Der Neubau wurde auf dem Gelände des 1930 eröffneten und 2003 abgerissenen Nikos-Goumas-Stadions errichtet und im September 2022 eröffnet. Es ist nach dem Sponsor OPAP, einem Lotto- und Sportwettanbieter, benannt, jedoch trägt es inoffiziell auch den Namen der ehemalig griechisch-orthodoxen Kirche Hagia Sophia (Agía Sofía, Ἁγία Σοφία) in Konstantinopel (heute Istanbul), um an die Heimat der Vereinsgründer zu erinnern, die in den 1920er Jahren aus Kleinasien geflüchtet waren.

## Geschichte
Am 25. Juli 2017 wurde die Baugenehmigung für das neue Stadion erteilt, das auf dem Grundstück des abgerissenen Nikos-Goumas-Stadion entstehen sollte. Außer dem 20,30 Meter hohen Bau wurde auch Platz für 180 unterirdische Autostellplätze eingeplant. Das Agia-Sofia-Stadion ist von Anfang an mit einem Museum zur Geschichte der griechischen Flüchtlinge und Vertriebenen geplant worden, da die Mannschaft AEK als Sportverein von Vertriebenen, die während der Kleinasiatischen Katastrophe ihre Heimat in der heutigen Türkei verlassen mussten, gegründet wurde.
Der Bau näherte sich Anfang August 2022 der Fertigstellung. Im Juli des Jahres gab der Club die Beendigung der ersten Phase mit der Verlegung des Spielfeldrasens bekannt. Es gab auch einen Testlauf mit 400 Besuchern. Am 30. September 2022 wurde das Agia-Sofia-Stadion mit einem Showprogramm eröffnet. Das erste Spiel fand am 3. Oktober 2022 gegen Ionikos Nikea statt, AEK siegte mit 4:1.
2022 wurde das Agia-Sofia-Stadion von der Website StadiumDB.com mit 69.797 Punkten vor dem Florian-Krygier-Stadion in Polen und dem Lusail Iconic Stadium in Katar zum besten neu erbauten Fußballstadion des Jahres gewählt.

## Charakteristika des Stadions
Das Agia-Sofia-Stadion umfasst 31.100 Sitzplätze und 40 V.I.P.-Logen, insgesamt hat das Stadion 32.000 Sitzplätze. Es ist mit Umkleideräumen für zwei Mannschaften ausgestattet. Des Weiteren verfügt es über zwei Museen. Zum einen das Vereinsmuseum des AEK und zum anderen das Museum der griechischen Flüchtlinge sowie ein Restaurant, ein Fanshop und eine Kapelle.
Charakteristisch für das Agia-Sofia-Stadion ist der Versuch, mit der Architektur an die byzantinische Baukunst zu erinnern. Vier große Säulen, jeweils an einer Stadionecke errichtet, tragen die Dachkonstruktion, die die Zuschauer vor Regen schützt und Schatten spendet. Alle Eingänge bis auf die Fan-Sektion werden nach historischen Städten Kleinasiens, aus denen die griechischen Flüchtlinge stammten, benannt.
Am Stadioneingang steht die metallene Skulptur eines Doppelkopf-Adlers des ungarischen Künstlers Miklós Szőke Gábor, das Tier ist das Wappenzeichen des Vereins.
Für den Spielfeldrasen wurden erstmals in einem griechischen Stadion LED-Leuchten installiert, die die Entwicklung des Rasens unterstützen und ihn mit Infrarotstrahlung erwärmen. Während der heißen Monate sollen spezielle Ventilatoren das Spielfeld kühlen. Das Agia-Sofia-Stadion war 2022 das einzige Fußballstadion in Griechenland, welches auf allen Seiten einen Oberrang aufweist.

## Lage und Anbindung
Das Agia-Sofia-Stadion liegt sieben Kilometer nördlich des Athener Stadtzentrums und grenzt direkt an den Park Alsos Neas Filadelfias (Άλσος Νέας Φιλαδέλφειας). In Stadionnähe befindet sich die Metro-Station Perissos der Linie 1, außerdem halten die Buslinien 619, 755B und B9, sowie die Trolley-Linien 3 und 6 in der Nähe des Stadions (Stand 2022).

## Länderspiele
Im März 2023 war die griechische Fußballnationalmannschaft erstmals zu Gast in der Heimspielstätte des AEK Athen. Der nationale Fußballverband EPO hat Anfang März 2023 beschlossen, dass alle Heimspiele der Qualifikation zur Fußball-Europameisterschaft 2024 in der OPAP Arena stattfinden sollen.
- 27. Mär. 2023:  Griechenland –  Litauen 0:0 – 11.950 Zuschauer (Freundschaftsspiel)[14]
- 16. Juni 2023:  Griechenland –  Irland 2:1 – 18.079 (Qualifikation zur EM 2024)[15]
- 10. Sep. 2023:  Griechenland –  Gibraltar 5:0 – 9.774 (Qualifikation zur EM 2024)[16]
- 16. Okt. 2023:  Griechenland –  Niederlande 0:1 – 24.967 (Qualifikation zur EM 2024)[17]
- 21. Nov. 2023:  Griechenland –  Frankreich 2:2 – 24.820 (Qualifikation zur EM 2024)[18]
- 21. Mär. 2024:  Griechenland –  Kasachstan 5:0 – 25.200 (Play-off-Halbfinale zur EM 2024)[19]

Ab August 2024 finden die Heimspiele der griechischen Fußballnationalmannschaft wieder im Fußballstadion Karaiskaki in Piräus statt.

## UEFA Europa Conference League 2023/24
Das Agia-Sofia-Stadion wurde von der UEFA für das Endspiel der UEFA Europa Conference League ausgewählt. Die Wahl sollte nach einer Beobachtungsphase im Dezember 2023 bestätigt werden, da das Stadion erstmals in der Saison 2023/24 international für griechische Länderspiele genutzt wurde. Das dafür zuständige Gremium der UEFA bestätigte 2024, dass das Stadion hohe Sicherheitsstandards aufweise und für das Endspiel genommen werde. Das Endspiel fand am 29. Mai 2024 zwischen dem griechischen Verein Olympiakos Piräus und dem italienischen Club AC Florenz statt und endete nach Verlängerung mit 1:0 für Olympiakos.